# Philophylla diversa
Philophylla diversa
 es una especie de insecto del género Philophylla de la familia Tephritidae del orden Diptera. 
Wang la describió científicamente por primera vez en el año 1989.